# Iliya Prusikin
Ilya Vladimirovich Prusikin, en ruso: Илья́ Влади́мирович Пруси́кин, romanizado: Ιlya Vladimirovich Prusikin (Óblast de Chitá, RSFS, URSS), más conocido como Iliya Prusikin, es un cantante, rapero, compositor, actor y modelo ruso. Conocido por ser el miembro principal de la agrupación rusa de música rave, Little Big.

## Biografía
Ilya Prusikin nació en Siberia, en el pueblo de Ust'-Borzya, Óblast de Chita (ahora Zabaykalsky Krai). En su primera infancia, se trasladó a Sosnovy Bor, situado en el Óblast de Leningrado, con sus padres. [1] Estudió piano en una escuela musical infantil local. Prusikin se graduó más tarde de la Universidad Estatal de Cultura y Artes de San Petersburgo con un título en psicología.
En 2011, inició una colaboración con un proyecto subsidiario del estudio ruso de producción divertida "My Ducks Vision" de Yuri Degtyarev llamado "¡Gracias, Eva!", Uniendo a los blogueros de video en una gran red de afiliados, y en 2012 dirigió " Guffy Gough Show "(2011) y" La gran batalla del rap "(2012). Ambos programas se convirtieron en los videos mejor calificados de la cadena. También en 2012, Prusikin produjo y dirigió la comedia de situación de Internet "Police Weekdays" (en ruso: «Полицейские будни»). Después de tres episodios, el programa se canceló indefinidamente.
En 2013, Prusikin y Eldar Dzharakhov fundaron la asociación artística "ClickKlak". Según ellos, la audiencia de ClickKlack está formada por "chicos y chicas con un estilo de vida activo y buen sentido del humor". La página del canal contiene programas como "Give the Bream" (en ruso: «Дай леща»), "Thrash Lotto" (en ruso: «Трэш лото»), "As You Say" (en ruso: «Как скажешь»), "Shocking Karaoke ”(ruso:« Шокирующее караоке »),“ Experiments 'Destroyers ”(ruso:« Разрушители экспериментов »),“ Kick the Bucket ”(ruso:« Сыграл в ящик », etc.
El 6 de julio de 2016, Ilya Prusikin se casó con la músico Tatarka Irina Smelaya. Su hijo Dobrynya nació el 26 de noviembre de 2017. El 21 de agosto de 2020, Smelaya y Prusikin anunciaron su separación en YouTube.

## Carrera musical
En 2003, Ilyich se convirtió en miembro de la banda de nu-metal Tenkorr. Prusikin también ganó experiencia trabajando con los otros grupos, Like A Virgin, St. Bastards y Construktorr entre ellos. Desde entonces, Ilya ha logrado un mayor reconocimiento nacional e internacional con la banda Little Big, fundada el 1 de abril de 2013. Todos los videos musicales de la banda son filmados por su cofundadora, Alina Pyazok (en ruso: Алина Пязок).

### Estilo musical
Prusikin tiene un rango vocal de contralto, y se describe a sí mismo como una «estrella del pop», sostiene que su «truco mágico» que la diferencia de muchos de sus «compañeros en la valentía de ser vulnerable, verdadera y honesta. Creo que te vuelves más relacionable cuando eres vulnerable.». Según The New York Times, es «la estrella de pop más potente del día — sus éxitos son relacionable con un toque de experimentación.». Por otro lado, Randall Roberts de Los Angeles Times criticó el uso de modismos y metáforas en sus letras y por frecuentes «clichés». En varias ocasiones, ha compuesto para otros artistas, entre los que incluye Selena Gomez & the Scene, Jessie James, Kelly Clarkson, Lesley Roy, Britney Spears, Rita Ora, Iggy Azalea, Nicki Minaj y Ariana Grande.

## Discografía

### Álbumes de estudio
- With Russia from Love (2014)
- Funeral Rave (2015)
- Antipositive, Pt. 1 (2018)
- Antipositive, Pt. 2 (2018)

### EP
- Rave On (2017)
- Skibidi (2019)
- Go Bananas (2019)

### Sencillos
- "Everyday I'm Drinking" (2013)
- "We Will Push the Button" (2013)
- "Russian Hooligans" (2013)
- "Life in Da Trash" (2013)
- "With Russia from Love" (2014)
- "Dead Unicorn" (2014)
- "Kind Inside, Hard Outside" (2015)
- "Give Me Your Money" (con Tommy Cash) (2015)
- "U Can Take" (con Tatarka) (2016)
- "Lolly Bomb" (2017)
- "Слэмятся пацаны" (con Ruki Vverh!) (2018)
- "Rave in Peace (In Memory of Keith Flint)" (2019)
- "I'm OK" (2019)
- "Skibidi"
- "Arriba" (con Tatarka y Clean Bandit) (2019)
- "Rock-Paper-Scissors" (2019)
- "UNO" (2020)
- "Hypnodancer" (2020)
- "Tacos" (2020)
- "Suck My D*ck 2020" (2020)
- "Sex Machine" (2021)

## Videoclips
| #  | Año  | Video musical                         | Álbum                                |
| -- | ---- | ------------------------------------- | ------------------------------------ |
| 1  | 2013 | «Everyday I’m Drinking»               | «With Russia From Love»              |
| 2  | 2013 | «We Will Push A Button»               | «With Russia From Love»              |
| 3  | 2013 | «Life In Da Trash»                    | «With Russia From Love»              |
| 4  | 2013 | «Russian Hooligans»                   | «With Russia From Love»              |
| 5  | 2014 | «With Russia From Love»               | «With Russia From Love»              |
| 6  | 2014 | «Public Enemy»                        | «With Russia From Love»              |
| 7  | 2014 | «Dead Unicorn»                        | «Funeral Rave»                       |
| 8  | 2015 | «Kind Inside, Hard Outside»           | «Funeral Rave»                       |
| 9  | 2015 | «Give Me Your Money» (con Tommy Cash) | «Funeral Rave»                       |
| 10 | 2016 | «Big Dick»                            | «Funeral Rave»                       |
| 11 | 2016 | «Hateful Love»                        | «Funeral Rave»                       |
| 12 | 2016 | «Polyushko Polye»                     | «Funeral Rave»                       |
| 13 | 2017 | «U Can Take» (Tatarka y Little Big)   |                                      |
| 14 | 2017 | «Rave On»                             | «Rave On» - EP                       |
| 15 | 2017 | «LollyBomb»                           | «Antipositive, Pt. 1»                |
| 16 | 2018 | «Punks Not Dead»                      | «Antipositive, Pt. 1»                |
| 17 | 2018 | «Faradenza»                           | «Antipositive, Pt. 1»                |
| 18 | 2018 | «Ak-47»                               | «Antipositive, Pt. 1»                |
| 19 | 2018 | «Skibidi»                             | «Antipositive, Pt. 2» «Skibidi» - EP |
| 20 | 2018 | «Слэмятся пацаны» (con Руки Вверх!)   |                                      |
| 21 | 2019 | «Skibidi» (Romantic Edition)          | «Skibidi» - EP                       |
| 22 | 2019 | «I’m OK»                              |                                      |
| 23 | 2019 | «Rock-Paper-Scissors»                 | «Go Bananas» - EP                    |
| 24 | 2019 | «Go Bananas»                          | «Go Bananas» - EP                    |
| 25 | 2020 | «Uno»                                 | -                                    |
| 26 | 2020 | «Hypnodancer»                         | «Hypnodancer» - EP                   |
| 27 | 2020 | «Tacos»                               | -                                    |

### Álbumes en vivo
- 2019 — «Live in St. Petersburg»

### Colaboraciones
- 2014 — Noize MC — «Капитан Америка (Не берёт трубу)»[11]
- 2016 — The Hatters — «Russian Style»[12]
- 2018 — The Hatters — «Forever Young Forever Drunk» (feat. Just Femi)
- 2019 — Animal ДжаZ — «Чувства»[13]
- 2019 — Злой Малой — «В долгий путь» (1 раунд 17ib)